# Phú Cường, Đồng Tháp
Phú Cường là một xã thuộc tỉnh Đồng Tháp, Việt Nam.

## Địa lý
Xã Phú Cường có vị trí địa lý:
- Phía đông giáp xã Trường Xuân.
- Phía đông bắc giáp tỉnh Tây Ninh.

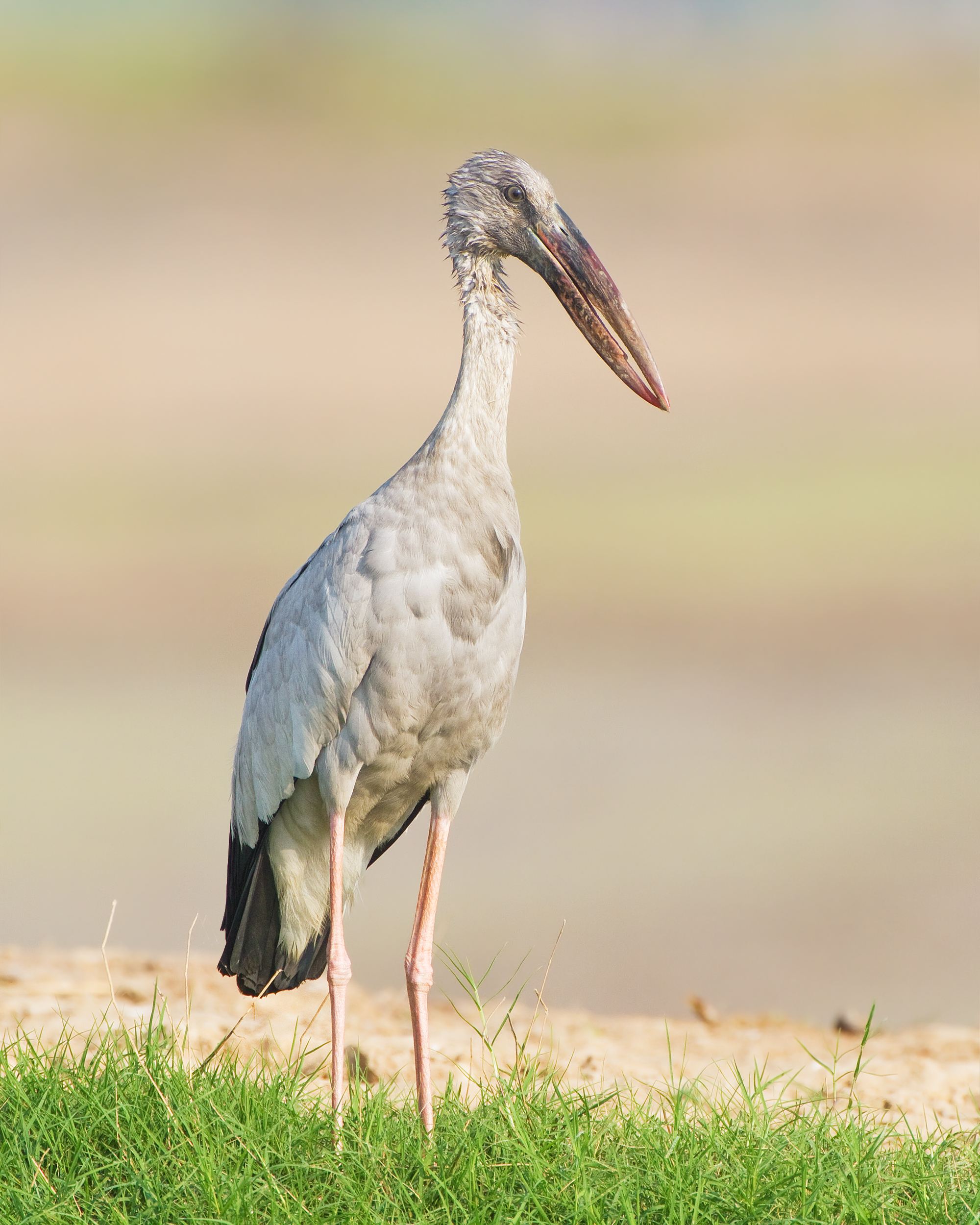
Cò ốc hiện đang nằm trong Sách đỏ Việt Nam.

- Phía đông nam giáp xã Phương Thịnh.
- Phía tây giáp xã Tràm Chim.
- Phía tây nam giáp xã Thanh Bình.
- Phía nam giáp xã Bình Thành và Phong Mỹ.
- Phía bắc giáp xã An Phước.

Xã có diện tích 89,91 km², dân số năm 2025 là 21.122 người, mật độ dân số đạt 234 người/km².
Về địa hình, xã nằm trong vùng trũng thấp đất nhiễm phèn nặng, đến mùa lũ cả xã chìm trong "biển" nước. Xã có diện tích rừng tràm khá rộng. Với diện tích đáng kể này nên vẫn còn quy tụ các đàn chim và cò thường xuyên về trú ngụ, trong đó nhiều nhất là cò ốc và cò trắng. Một ghi nhận vào năm 2017, một đàn cò ốc lên đến 2.000 con tụ về kiếm ăn ở khu vực xã. Xã cũng là một trong các địa phương ở Tam Nông ghi nhận có sếu cổ trụi đầu đỏ. Năm 2018, một vụ cháy rừng lớn trong xã đã thiêu rụi 20 ha rừng.

## Lịch sử
Cho đến năm 1930, đây là vùng đất hoang không người sinh sống. Vào năm 1930, gia đình ông Phan Văn Tải là những người đầu tiên đến địa phương này khai hoang.
Vào ngày 16 tháng 6 năm 1969, thành lập xã Phú Cường thuộc quận Đồng Tiến, tỉnh Kiến Phong. Sau ngày 30 tháng 4 năm 1975, đổi thành xã Phú Cường, huyện Tam Nông, tỉnh Đồng Tháp.
Quyết định số 13-HĐBT ngày 23 tháng 02 năm 1983 của Hội đồng Bộ trưởng, xã Phú Cường thuộc huyện Tam Nông. Nghị định số 100/1997/NĐ-CP ngày 23 tháng 09 năm 1997 của Chính phủ, thành lập xã Hoà Bình trên cơ sở 2.197,4 ha diện tích tự nhiên và 2.598 người của xã Tân Công Sính; 694,8 ha diện tích tự nhiên và 31 người của xã Phú Cường.
Vào năm 2015, xã Phú Cường là xã duy nhất của huyện Tam Nông đạt chuẩn xã Nông thôn mới. Năm 2021, Phú Cường là xã đầu tiên của huyện Tam Nông đạt chuẩn Nông thôn mới nâng cao.
Ngày 16 tháng 6 năm 2025, Ủy ban Thường vụ Quốc hội ban hành Nghị quyết số 1663/NQ-UBTVQH15 về việc sắp xếp các đơn vị hành chính cấp xã của tỉnh Đồng Tháp năm 2025. Theo đó, sắp xếp toàn bộ diện tích tự nhiên, quy mô dân số của xã Phú Cường (huyện Tam Nông), xã Hòa Bình và một phần diện tích tự nhiên, quy mô dân số của xã Gáo Giồng thành xã mới có tên gọi là xã Phú Cường.
Sau khi sáp nhập, xã Phú Cường có 89,91 km² diện tích tự nhiên và dân số 21.122 người.

## Dân cư - Kinh tế
Hầu hết dân cư trong xã sống bằng nông nghiệp. Kinh tế bao gồm trồng lúa, nuôi thủy sản, trồng tràm lấy gỗ, trồng đậu tương, trồng và chế biến sen. Xã có 3 hợp tác xã, 7 tổ hợp tác sản xuất nông nghiệp, 513 cơ sở sản xuất tiểu thủ công nghiệp, thương mại, dịch vụ.
Hợp tác xã nông nghiệp Tân Cường đảm trách 1.500 ha lúa theo mô hình canh tác Cánh đồng lớn. Diện tích trồng lúa trong đê bao khép kín bơm điện là 430 ha trồng lúa 3 vụ, 170 ha lúa 2 vụ. Hợp tác xã nông nghiệp Tân Cường là đơn vị đầu tiên của Đồng Tháp chuyển đổi mô hình theo Luật Hợp tác xã năm 2012, thành lập xí nghiệp chế biến, hạch toán độc lập, liên kết sản xuất theo hướng bền vững và liên kết với doanh nghiệp tiêu thụ, sản xuất lúa theo quy trình VietGAP. Năng suất lúa chung vụ đông-xuân 2022-2023 là 6,5-7,0 tấn/ha. Một nông dân trong xã là Nguyễn Văn Khanh đã trồng và canh tác một giống lúa năng suất cao có nguồn gốc Nhật Bản với diện tích 120 ha vào năm 2015.
Công ty Hoàng Long thành lập năm 1999 đã phát triển ngành thủy sản trên diện tích 48 ha. Công ty có hệ thống nhà máy khép kín với năng suất đưa ra thị trường 90 tấn cá/ngày. Mặt hàng chủ yếu là cá phi lê xuất khẩu, hàng hóa xuất sang các nước Tây Ban Nha, Đức và Brazil. Ngành trồng và chế biến sản phẩm từ sen cũng rất phát triển, hàng đầu trong đó có Công ty Trách nhiệm hữu hạn một thành viên Ba Tre, với nhiều loại sản phẩm như sữa hạt sen,.v.v.
Một số hộ trong xã đã bắt đầu trồng sầu riêng Ri6. Đến đầu năm 2024 diện tích sầu riêng và mít trong xã là 50 ha. Phú Cường cũng là một trong các xã của Tam Nông phân bổ trồng kiệu.
Thu nhập bình quân đầu người của xã là 61,3 triệu VND/người/năm. Vào năm 2022, tỉ lệ lao động có việc làm 95%. Tỉ lệ hộ nghèo năm 2011 là 18,54%, năm 2015 là 6,56% giảm xuống còn 1,17% năm 2022. Huyện Tam Nông đang quy hoạch Cụm công nghiệp Phú Cường trên địa bàn xã.
Từ 2011 đến 2015, chính quyền xã cùng người dân đã huy động 102 tỷ VND để cải thiện giao thông, thủy lợi, cống, đê bao, kênh mương,... Từ 2016 đến 2021, số ngân sách huy động là 56,896 tỷ VND để xây dựng và phát triển xã.
Xã có 47 km đường liên ấp, liên xã được đổ nhựa và bê tông hoàn chỉnh. Trung tâm mua bán của xã là chợ Phú Cường nằm về phía nam, có Tỉnh lộ 844 chạy ngang qua. Năm 2021, chính quyền đã chi 4 tỷ VND cải tạo, sửa chữa chợ xã. Chợ Phú Cường là một trong số ít các chợ ở Tam Nông mua bán chim, cò, rùa, rắn,...được xếp trong nhóm động vật hoang dã cần được bảo vệ.

## Di tích lịch sử cấp Quốc gia
Tượng đài Thông tin Vô tuyến điện Nam Bộ tại Gò Mười Tải đã được chính quyền công nhận là di tích lịch sử cấp quốc gia vào ngày 19 tháng 5 năm 2001.

### Sách
- Nguyễn Đình Tư (2008). Từ điển địa danh hành chính Nam Bộ. Nhà xuất bản Chính trị Quốc gia. OCLC 278763048.
- Võ Trần Nhã (2003). Lịch sử Đồng Tháp Mười. Nhà xuất bản Thành phố Hồ Chí Minh. OCLC 64718267.

### Tạp chí
- "Công báo: Các số phát hành 1394 – 1400". Văn phòng chính phủ. 1997. {{Chú thích tạp chí}}: Chú thích magazine cần |magazine= (trợ giúp)